# Villa Romanelli (Lido de Venise)
La Villa Romanelli est une réalisation de style stile Liberty, l'Art nouveau italien, située au Lido de Venise.

## Situation
Elle est construite au coin de la via Enrico Dandolo (au 20) et de la via Vettor Pisani (au 12).

## Historique
L'architecte Domenico Rupolo, auteur du bâtiment en 1906, le réalisa pour le compte d'Eugenia et Vittorio Romanelli.

## Description
Cette villa a été construite en 1906 par Domenico Rupolo, architecte actif à Venise (entre autres à la Pescheria du Rialto) et pour de nombreux autres bâtiments conçus dans le Lido.

Ce bâtiment, avec d'autres adjacents, est un témoignage intéressant de la saison du Revival, qui régnait dans la vieille ville, mais a continué à coexister aussi dans le Lido, bien que des suggestions faibles dictées par la Sécession d'outre-Alpes. 

Même dans son apparent "Style 1200", comme toujours indiqué par Rupolo dans sa présentation devant la Commissione all'Ornato, elle montre une certaine disponibilité à la confrontation avec les nouvelles expériences modernistes. En fait, l'architecture traditionnelle vénitienne est présente dans les fenêtres (bifore et trifore) à meneaux séparés par de fines colonnes, distribués rationnellement sur une masse animée; les cadres de fenêtres et les portes sont en pierre de Vérone et créent un fort contraste avec la maçonnerie.
Parmi les particularités du style Liberty, on trouve des motifs végétaux élégants et des motifs floraux du grenier, composés de trois bandes successives longues et étroites : la première sur fond jaune présente des lignes rouges et bleues qui composent des motifs géométriques à triangle, au milieu sont peints des feuilles de lierre, sur les derniers motifs réapparaissent des triangles rouges sur un fond jaune. Les chapiteaux des colonnes sont splendides : de la céramique d'ocre jaune avec de petites fleurs blanches et le bleu turquoise insistent dans la clôture.
Les deux portes en fer forgé méritent une attention particulière : elles ont été exécutées par l'artisan frappeur Umberto Bellotto et se composent de rubans souples forgés dans le fer, comme si elles étaient une pâte molle.

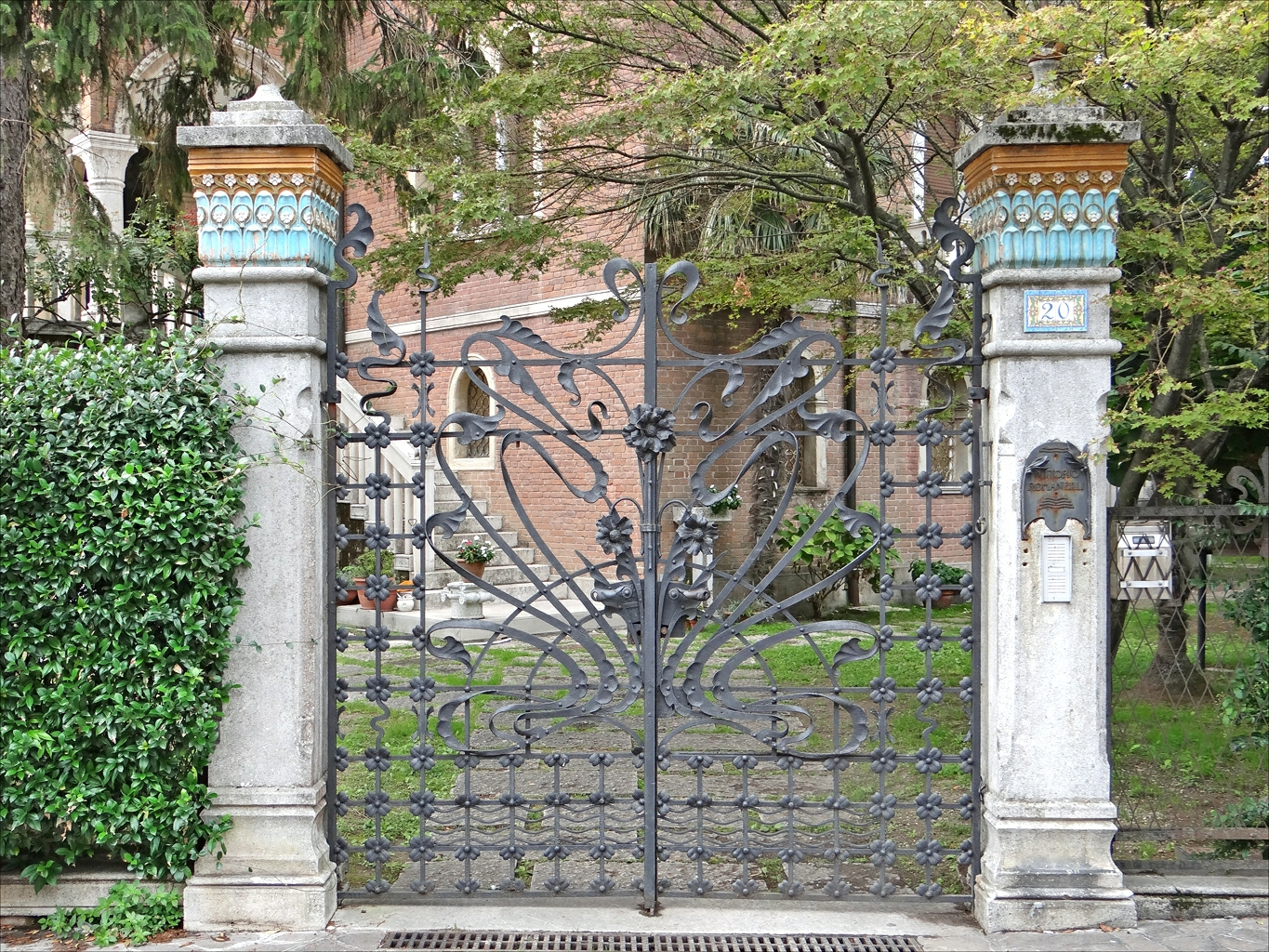
Villa Romanelli, portail
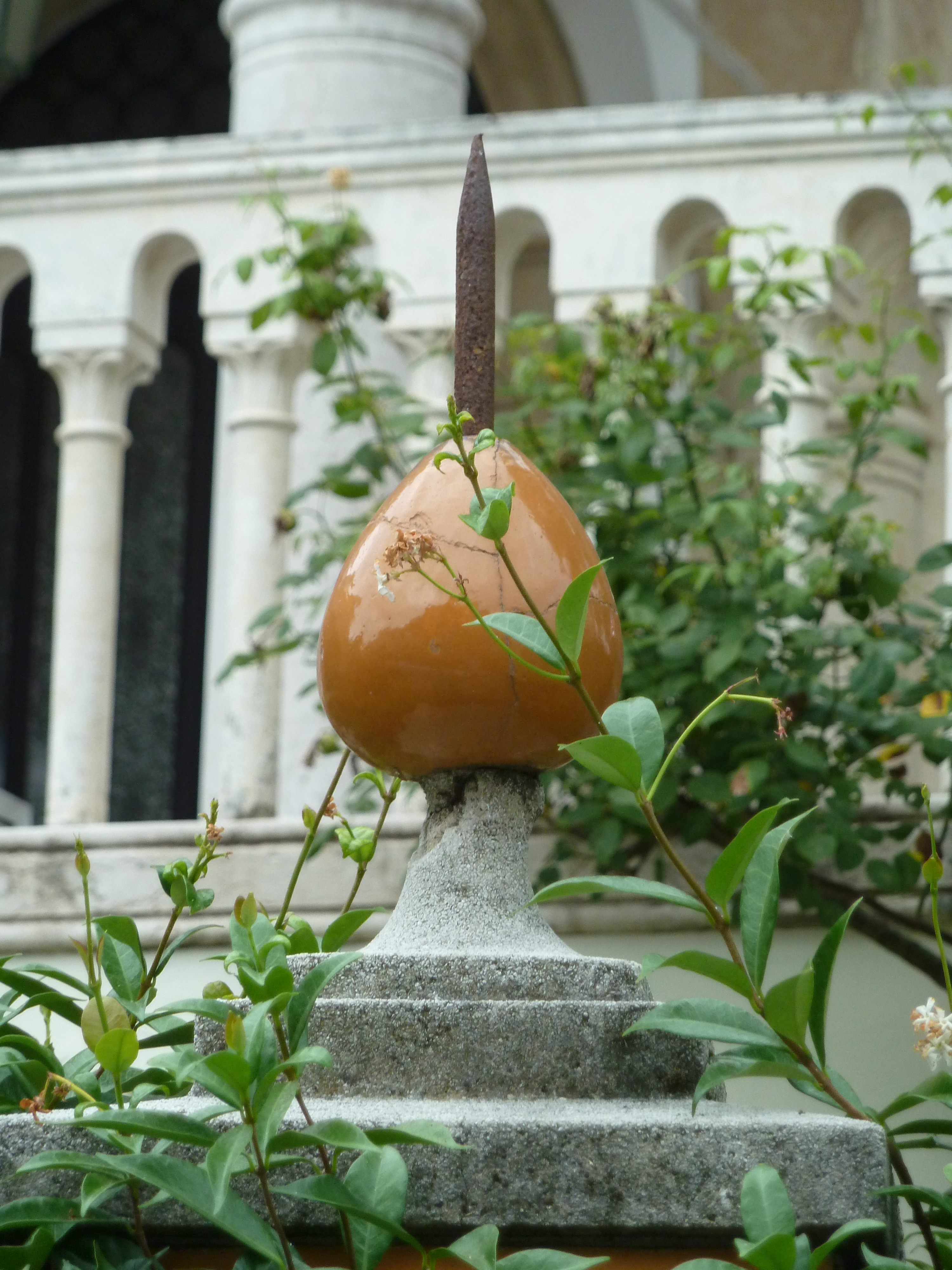
Villa Romanelli, détail décoratif

## Sources
- (it) descriptif de l'édifice